# Jõgeva
Jõgeva egy kisváros Észtországban, Jõgeva megye és Jogeva község székhelye, népessége 2021-ben 5222 fő. A Pedja folyó partján fekszik, vasúton pedig a Tallinn–Tartu vasútvonalon.

## Történelme
Jõgeva falu már az ókorban megjelent a Pedja folyó mellett. A várost először 1599-ben említik Jagiwa néven, amikor állami birtok épült ide. A nagy északi háború idején, 1701 tavaszán és telén, a svéd csapatok a Jõgevai kastélyban voltak elhelyezve. 1795-ben a terület már a Laisholm (Laius sziget) nevet viselte. A település akkor jött létre, amikor egy vasúti megálló létesült az birtok mellett, és tovább nőtt, amikor az elkezdett építési telkeket árusítani. 1907-ben fűrésztelep, 1910-ben tejüzem, 1913-ban gazdasági társaság jött itt létre, így Észak-Tartu megye gazdasági és kulturális központja lett.
1919-ben kapta meg a kisvárosi, 1938-ban városi rangot. A második világháború során a város épületeinek 60%-át lerombolták, 1941. augusztus 23. és 1944. szeptember 20. között a terület német megszállás alatt volt, ezalatt az idő alatt több mint 80 szovjet aktivistát végeztek ki a városi sóderbányában. 1949-ben községközpont, 1950-ben megyeszékhely lett.